# Parc national de Kainji
Le parc national de Kainji (anglais : Kainji National Park) est un parc national situé dans les États de Kwara et du Niger au Nigeria. Le parc national de Kainji est créé en 1979. Il est constitué de 3 aires protégés non adjacentes : Zugurma, Borgu, Kainji Lake.